# Apaustus
Apaustus là một chi bướm ngày thuộc họ Bướm nâu.